# Vilardell (Sant Vicenç de Torelló)
Vilardell és una masia de Sant Vicenç de Torelló (Osona) inclosa a l'Inventari del Patrimoni Arquitectònic de Catalunya.

## Descripció
Edifici civil. Masia de planta rectangular coberta a dues vessants i amb el carener perpendicular a la part de migdia. La casa és construïda aprofitant el desnivell del terreny. A tramuntana consta de planta baixa i dos pisos i el portal és d'arc rebaixat. A migdia hi ha un petit portal rectangular que condueix a les dependències agrícoles, al damunt s'obren unes finestres i a la part superior uns porxos d'arc rebaixat sostinguts per pilars. El portal d'accés es troba al mur de ponent i coincideix amb el nivell del primer pis del mas. És de forma rectangular i presenta dues finestres esculturades amb formes geomètriques a ambdós costats del portal. Està envoltat per diverses construccions modernes que desmereixen l'antiga estructura.

## Història
Antic mas que havia estat casa alodial de Sant Pere de Torelló segons Fortià Solà, historiador local.
Està registrat al fogatge de 1553 de la parròquia i terme de Sant Vicenç de Torelló. Aleshores habitava el mas MIQUEL VILARDELL.
Antigament havia comptat amb quatre masoveries, però actualment és el mas sol, mantingut pels seus propietaris, que l'adquiriren l'any 1941 a un tal Font.
Les reformes que es feren al mas semblen ser tardanes donat l'estat en què es troba el mas. Sembla que el mas es va cremar i va haver de ser reconstruït.